# Anouk Vergé-Dépré
Anouk Vergé-Dépré (Berna, 11 de febrero de 1992) es una deportista suiza que compite en voleibol, en la modalidad de playa.
Participó en dos Juegos Olímpicos de Verano, en los años 2016 y 2020, obteniendo una medalla de bronce en Tokio 2020, en el torneo femenino (haciendo pareja con Joana Heidrich). Ganó una medalla de oro en el Campeonato Europeo de Vóley Playa de 2020.

## Palmarés internacional
| Juegos Olímpicos   | Juegos Olímpicos  | Juegos Olímpicos  | Juegos Olímpicos |
| Año                | Lugar             | Medalla           | Pareja           |
| ------------------ | ----------------- | ----------------- | ---------------- |
| 2020               | Tokio (Japón)     | Medalla de bronce | Joana Heidrich   |
| Campeonato Europeo |                   |                   |                  |
| Año                | Lugar             | Medalla           | Pareja           |
| 2020               | Jūrmala (Letonia) | Medalla de oro    | Joana Heidrich   |